# Cyganka (obraz Stanisława Masłowskiego)
Cyganka – obraz – akwarela polskiego malarza Stanisława Masłowskiego (1853–1926) z 1877 roku, opatrzona sygnaturą widoczną u dołu po prawej: „ST. MASŁOWSKI”, według stanu w 2022 roku – zaginiona. Przed II wojną światową znajdowała się w prywatnych zbiorach Bohdana Wydżgi w Warszawie. Oryginał zaginął u jego sukcesorów na Polesiu w czasie wojny.
Opisywany obraz – jak podawał syn artysty, historyk sztuki – był drobnym studium akwarelowym. Pochodził z 1877 r. W zbiorach syna artysty ocalała jego kopia fotograficzna. Właśnie ona została zamieszczona na niniejszej stronie.

## Opis
Prezentowana tu akwarela z 1877 roku – to „Cyganka”. Bohaterka obrazu została utrwalona przez artystę w pozycji siedzącej na trudnej do określenia płaszczyźnie – o bardzo jasnym kolorycie, z ledwie dostrzegalnym sfałdowaniem, zaznaczonym przy pomocy ołówka. Jest to – widoczna na obrazie – figura młodej kobiety z naszyjnikiem, wspartej prawą ręką o trudne do określenia białe podłoże (piasek?). Jej ubiór – to ozdobna koszula, jaskrawo czerwona spódniczka, bogato dekorowany, wyszywany żakiecik i równie dekoracyjny fartuszek zewnętrzny.

## Dane uzupełniające
W poszukiwaniu genezy omawianej akwareli należy zwrócić uwagę, że w 1877 roku Masłowski spędził kilka dni w obozie cygańskim, na warszawskim Polu Mokotowskim. Tam ją właśnie namalował. Do wspomnień z tym związanych wracał po wielu latach pisząc do swej żony: „Zapomniałaś że ja przecież z Cyganami chciałem iść i zamieszkać dłuższy czas w ich obozie i tylko dlatego tegom nie zrobił, że nie chcieli mnie wziąć ze sobą.” [...]
Opisywane studium akwarelowe jest dziełem dwudziestoczteroletniego artysty, pochodzącym z wczesnych, młodzieńczych „naiwnych” lat jego twórczości – z okresu tak zwanych „ukraińskich prymitywów”. Jest ono wyrazem wrodzonych „instynktownych”, nie do końca uświadomionych predyspozycji artysty w kierunku ujęć dekoracyjnych. Powstało podczas kilkudniowego jego pobytu w obozie cygańskim w 1877 roku.
Tadeusz Dobrowolski (1960) kojarzył akwarelę Masłowskiego z jego „przywiązaniem do autentyzmu zespolonym ze skłonnością do romantyki”, co „sprawiło, że w 1877 r. spędził artysta kilka dni w obozie cygańskim[...] Owocem tego epizodu były akwarelowe studia charakterystyczne, np. >Cyganka< i >Cygan Junosza na koniu<.” Dobrowolski zwracał przy tym uwagę, że wartości dekoracyjne zauważalne między innymi w omawianym obrazie „pojawiły się w malarstwie Masłowskiego już przed 1880 r., a więc grubo przed powstaniem secesji, która tak silnie rozwijała rysunkowe elementy malarstwa”.
Syn artysty – historyk sztuki zestawiał opisywany obraz z pokrewną jej – późniejszą o rok (1878) – akwarelą pod nazwą „Dziewczynka ukraińska” – podkreślając dostrzegalny w obu „dyskretny linearyzm, płaszczyznowość i kolor, i jakieś przedziwne nie spotykane w tej epoce uproszczenia formy obok ornamentalnego rozkwitu innych partii”. Jego zdaniem – obie akwarele wyprzedzały epokę „o dobre 30 lat, malowane płaską plamą barwną”. Kojarzył je bowiem ze znacznie później powstałym (1898) „Chartem” i jeszcze późniejszą (1912) „Kawiarnią arabską” z Tunisu. Uważał je za „nieplanowaną próbę dekoracyjnego rozwiązania formy w kolorze, czerpiącą soki z wrodzonego malarskiego instynktu” artysty i łączył z problematyką malarstwa poimpresjonistycznego.
Na dekoracyjne zalety omawianego obrazu zwracał również uwagę Eligiusz Niewiadomski w swym opracowaniu „Malarstwo polskie XIX i XX wieku”, gdy pisał: „>Cyganka< dekoracyjnie potraktowana dla barwnych plam, czerwonego fartuszka i żółtych bursztynów rzucona na papier”
Akwarela była w 1904 roku reprodukowana „Albumie sztuki polskiej”, Lwów 1904, wyd. Altenberga, pod redakcją Cybulskiego i Jasieńskiego.
Według danych Ludwika Grajewskiego (1972), w latach 1892–1907 wielokrotnie publikowano ilustracje Masłowskiego zatytułowane „Cyganka”, mianowicie w Tygodniku Ilustrowanym 1892 nr 1, s. 41, 1902, nr 1 s.410, w Życiu 1898 nr 35, s. 469 i w Świecie 1907, nr 29, s.5.

## Literatura
- Tadeusz Dobrowolski: Nowoczesne malarstwo polskie, t. II, Wrocław-Kraków, 1960, wyd. „Ossolineum”
- Ludwik Grajewski: Bibliografia ilustracji w czasopismach polskich XIX i pocz. XX w. (do 1918 r.), Warszawa 1972, Państwowe Wydawnictwo Naukowe.
- „Stanisław Masłowski: Akwarele – 12 reprodukcji barwnych”, Warszawa 1956, ze wstępem Macieja Masłowskiego, wyd. Sztuka
- Stanisław Masłowski: Materiały do życiorysu i twórczości, oprac. Maciej Masłowski, Wrocław, 1957, wyd. „Ossolineum”
- Eligiusz Niewiadomski: Malarstwo polskie XIX i XX wieku – Ruch naturalistyczny, realiści, plener i impresjonizm, krajobraz, Warszawa 1926, Wydawnictwo M. Arcta w Warszawie
- Polski Słownik Biograficzny, Wrocław – Warszawa – Kraków – Gdańsk, 1975, wyd. „Ossolineum”, tom XX/1, zesz.84, s. 129–131 – hasło: „Masłowski Stanisław (1853-1926)”